# Mornäsans naturreservat
Mornäsans naturreservat är ett naturreservat i Norrtälje kommun i Stockholms län.
Området är naturskyddat sedan 2006 och är 21 hektar stort. Reservatet omfattar en svag nordost sluttning mot Ösmaren.  Reservatet består av granskog och trädklädd betesmark.